# 遠距離無線通信
遠距離無線通信あるいはDXとは、アマチュア無線を始めとした電波を趣味とする者たちの間で、主として海外との無線交信を指す用語である。

## 概要
"DX"とは英語で遠距離を意味する"Distant"を略したもので、日本においては主にアマチュア無線における海外交信を示す用語である。転じて単に外国のことを指す場合もある。英語で言う"DXing"には遠方のラジオ放送を受信するBCLや同一国内でも距離の関係で通常は交信することが難しい地域との交信などの意味も含まれるが、日本では一般的ではない。
DXを専門とするアマチュア無線家はDX'erと呼ばれる。

## DXCC
アメリカ無線中継連盟(ARRL)がアワードの一種として発行しているDXCCは、ARRLの定めたDXCCエンティティと交信した交信証明書を集めることで獲得できる。このエンティティは単に政治的な国家単位ではなく、海外領土や本土から著しく離れた島嶼部などが独立したエンティティとして存在する場合がある。

## DXペディション
DXペディションとは、DXと英語で遠征を意味する"Expedition"をかけた造語で、アマチュア無線局がいないあるいは極端に少ない地域、島などにアマチュア無線家が行き、アマチュア無線の遠征運用をすることである。